# حكومة حسن خالد أبو الهدى الأولى
حكومة حسن خالد أبو الهدى الأولى هي الحكومة السادسة في عهد إمارة شرق الأردن التي يطلق عليها اسم مجلس النظار .شكلها حسن خالد أبو الهدى بعد تكليفه من الملك عبد الله الأول بن الحسين ، واستمرت بالفترة من 5 سبتمبر 1923 إلى 7 مايو 1924. شهدت هذه الحكومة تأسيس أول هيئة للاشراف على التعليم في الامارة أطلق عليها اسم «دائرة المعارف».

## أعضاء الحكومة
| الرقم | الإسم                | المهام الوزارية  | ملاحظات                      |
| ----- | -------------------- | ---------------- | ---------------------------- |
| 1     | حسن خالد أبو الهدى   | رئيس مجلس النظّار |                              |
| 2     | الامير شاكر بن زيد   | نائب العشائر     |                              |
| 3     | الشيخ سعيد الكرمي    | قاضي القضاة      |                              |
| 4     | أحمد حلمي عبد الباقي | ناظر المالية     |                              |
| 5     | إبراهيم هاشم         | ناظر العدلية     |                              |
| 6     | علي خلقي الشرايري    | ناظر المعارف     | وزارة التربية والتعليم حاليا |

## أهم الأحداث
في مرسوم تشكيل هذه الوزارة طلب الأمير من رئيسها تقديم برنامج العمل الذي تهدف الوزارة إلى تحقيقه. وعلى هذا الأساس أقر مجلس النظار البرنامج التالي وهو أول برنامج وزاري في تاريخ الوزارات الأردنية:
1. تأييد العلاقات الودية والروابط الاقتصادية الحسنة بين حكومتنا وحكومة إنجلترا وقرنسا .
2. تعزير الأمن العام والضرب على كل يد عابثة بالسكينة وفقا لموجبات المصلحة العامة.
3. رعاية الحالة الاقتصادية وتخفيض الرواتب والنفقات جهد الاستطاعة.
4. اصلاح طرق توزيع الضرائب وجباتها بصورة تكفل مصلحتي الخزينة والأهلين معا.
5. ترجيح تعيين الاكفاء من أبناء المنطقة على غيرهم في الوظائف.
6. السعي وراء نشر المعارف وتسهيل المواصلات.

وباشرت الوزارة مهامها بالقضاء على حركة الشيخ سلطان العدوان زعيم قبائل العدوان وذلك يوم 7 أيلول 1922، فساد الأمن في البلاد.
قدمت الوزارة استقالتها بعد أن تحملت مسؤولية الحكم نحو ثمانية أشهر.